# Sztanizsa
Sztanizsa (románul: Stănija) falu Romániában, Hunyad megyében.

## Nevének eredete
Neve délszláv személynévi eredetű, vö. szerb Staniša, bolgár Cmaнишa. Először 1439-ben Stanisafalwa, majd 1441-ben Stanizlafalwa, 1464-ben Ztenosafalwa és 1525-ben Zthanycza alakban fordult elő.

## Fekvése
Az Erdélyi-érchegységben, az úgynevezett Aranynégyszög-ben, Brádtól 24 km-re északkeletre fekvő szórt település.

## Népessége
- 1880-ban 1059 lakosából 1004 volt román és 55 egyéb (cigány) anyanyelvű; valamennyien ortodox vallásúak.
- 2002-ben 483 román nemzetiségű lakosából 477 volt ortodox vallású.

## Története
A 15. században a világosvári uradalomhoz, 1876-ig Zaránd, majd Hunyad vármegyéhez tartozott. Hagyományosan pásztor- és bányásztelepülés volt. Helyi mesterségnek számított a malomkővágás. A köveket a dupapiátrai Cheia oldalából hasították le és ökrösszekéren szállították a faluba. Néhány mester helyben, a kőfejtőben teljesítette a megrendeléseket.
Aranybányái a 18. században a Jósika családéi voltak. Bár a legjobb zarándi aranybányák közé sorolták őket, csak a helyiek dolgoztak bennük, és ők is csak télen és tavasszal. 1867-ben tizenöt nemesfémbányájában 114 bányász dolgozott. 1890-ben a berlini National Bank für Deutschland érdekeltségébe tartozó Sztanizsa-Fericseli Aranybányatársulat kezdett fejlesztéseket bányáiban, de a hozam nem igazolta a várakozásokat. Ezért a koncessziókat 1908-ban eladták a zalatnai Iuliu V. Albininek. Albinitől 1923-ban az akkor alakult Mica vállalat vette meg őket. Az 1920-as évek második felében a kitermelés évi húsz és hatvan kg színarany között ingadozott. 1933-tól a bányákat az egy francia csoport által alapított Société des Mines d’or de Stănija művelte 1948-as államosításukig. 1934 és 40 között évi 23 és 85 kg közötti színaranyat termeltek ki. 1936-ban a Stănija, Colț, Munkácsy és a Robotin határrészben, a Roșia és Podul Ionului bányákban folyt a fejtés. A francia cég helyben flotálóművet is létesített.

## Látnivalók
- Ortodox fatemploma 1842-ben épült.

## Gazdaság
1989-ig a legtöbben a nemesfémbányászatban dolgoztak. A fordulat után modern fafeldolgozó üzeme létesült. Érdekesség, hogy a 2010-es években még dolgozik a faluban egy aranymosó és egy malomkővágó.